# William J. Clapp
William Joshua Clapp (28 de noviembre de 1857-28 de agosto de 1934) fue un abogado, político y funcionario público estadounidense.

## Biografía
Nació el 28 de noviembre de 1857 en el condado de Middlesex, Massachusetts. Fue hijo de George L. y Harriet Clapp, oriundos de Vermont. Fue educado en el Vermont Seminary. En 1882 se casó con Susan Stevens y tuvieron dos hijos: Fannie y Henry. En ese mismo año se mudó al oeste y se estableció en Moorhead, Minnesota, donde fue admitido en el colegio de abogados en noviembre de 1883. En 1884 se trasladó al Territorio de Dakota y abrió un bufete de abogados en Tower City, donde también sirvió en la junta escolar local. En 1889 fue elegido miembro republicano de la Convención Constitucional de Dakota del Norte. Cuando William Mitchell fue elegido como el primer Superintendente de Instrucción Pública de Dakota del Norte, dejó vacante el puesto de superintendente de escuelas del condado de Cass. Clapp fue designado para completar el mandato del superintendente del condado de Cass. Tras el repentino fallecimiento de Mitchell en 1890, Clapp fue elegido para ejercer como el segundo Superintendente de Instrucción Pública de Dakota del Norte. Fue derrotado por John Ogden para la nominación en la Convención Republicana de 1890. Tras su paso por el Departamento de Instrucción Pública, regresó a Fargo y continuó ejerciendo la abogacía. Fue un personaje reconocido en la zona de Fargo y además fue miembro del Colegio de Abogados del condado de Cass. Falleció el 28 de agosto de 1934 en Fargo, Dakota del Norte. Su cuerpo reposa en el cementerio Craftsbury Common de Craftsbury.